# 安东·约西波维奇
安东·约西波维奇（1961年10月22日—），波斯尼亚和黑塞哥维那男子拳击运动员。他曾代表南斯拉夫参加1984年夏季奥林匹克运动会拳击比赛，获得男子81公斤级金牌。